# Hoe (mythologie)
Hoe (ook: Hu, ḥw) was in de Egyptische mythologie de verpersoonlijking van het concept 'eerste woord', het woord van de scheppingsdaad, dat Atum zou hebben uitgeroepen bij het ejaculeren in zijn masturbatie-act van het scheppen van de Enneade. Het is het concept van autoritatieve uiting en was aldus sterk verbonden met noties van macht en controle.
Er werd gezegd dat Hoe tot ontstaan kwam uit een bloeddruppeltje van de fallus van de zonnegod en daarom verbonden was met de macht van de voorafgaande godheid Re. Maar er was ook een sterk verband met de Scheppingsmythe van Memphis, waar het de god Ptah was die het universum door zijn autoritatieve uiting schiep.
Hoe wordt vaak aangetroffen in verband met Sia, de personificatie van perceptie, begrip of kennis en dit vooral in mythen over de schepping of over de reis van de zon door de onderwereld. De associatie van Hoe met de onderwereld en het hiernamaals is vrij oud.
In de Piramideteksten komt de god voor als begeleider van de overleden koning en de teksten herhalen vaak dat de koning autoriteit opneemt. Bij een bepaalde passage wordt uitdrukkelijk vermeld de autoriteit [Hoe] boog het hoofd voor mijn wat erop wijst dat de overleden koning zijn autoriteit als monarch behoudt en macht heeft over de krachten van het hiernamaals.
Hoe werd zelden in een afbeelding voorgesteld, maar verschijnt enkel als antropomorfe godheid in scènes die de bark van Re tonen.
Hoe dient niet verward te worden met de god Heh of Hehoe.